# Župa Dubrovačka
Župa Dubrovačka (Italiaans: Breno) is een gemeente in de Kroatische provincie Dubrovnik-Neretva.
Župa Dubrovačka telt 6663 inwoners (2001).

## Plaatsen in de gemeente
Brašina, Buići, Čelopeci, Čibača, Donji Brgat, Gornji Brgat, Grbavac, Kupari, Makoše, Martinovići, Mlini, Petrača, Plat, Soline, Srebreno en Zavrelje.
Steden (gradovi): Dubrovnik · Korčula · Metković · Opuzen · Ploče

Gemeenten (općine): Blato · Dubrovačko Primorje · Janjina · Konavle · Kula Norinska · Lastovo · Lumbarda · Mljet · Orebić · Pojezerje · Slivno · Smokvica · Ston · Trpanj · Vela Luka · Zažablje · Župa Dubrovačka